# Kata-juji-jime
Kata-juji-jime (duim in en duim uit wurging) is een verwurging die zijn oorsprong in het jiujitsu vindt, en na het afsplitsen ook in judo ook deze techniek overgenomen.
Bij deze verwurging zit tori op het bovenlijf van uke. Tori pakt vervolgens de kraag van uke aan de linkerkant van het hoofd. De hand wordt hierbij zo gedraaid dat de duim buiten de kraag ligt, maar de vingers niet. Hierna pakt tori met de rechterhand de kraag aan de andere kant van het hoofd, nu wordt de hand zo gedraaid dat de vingers buiten de kraag zijn en de duim binnen.